# Golf van Gela

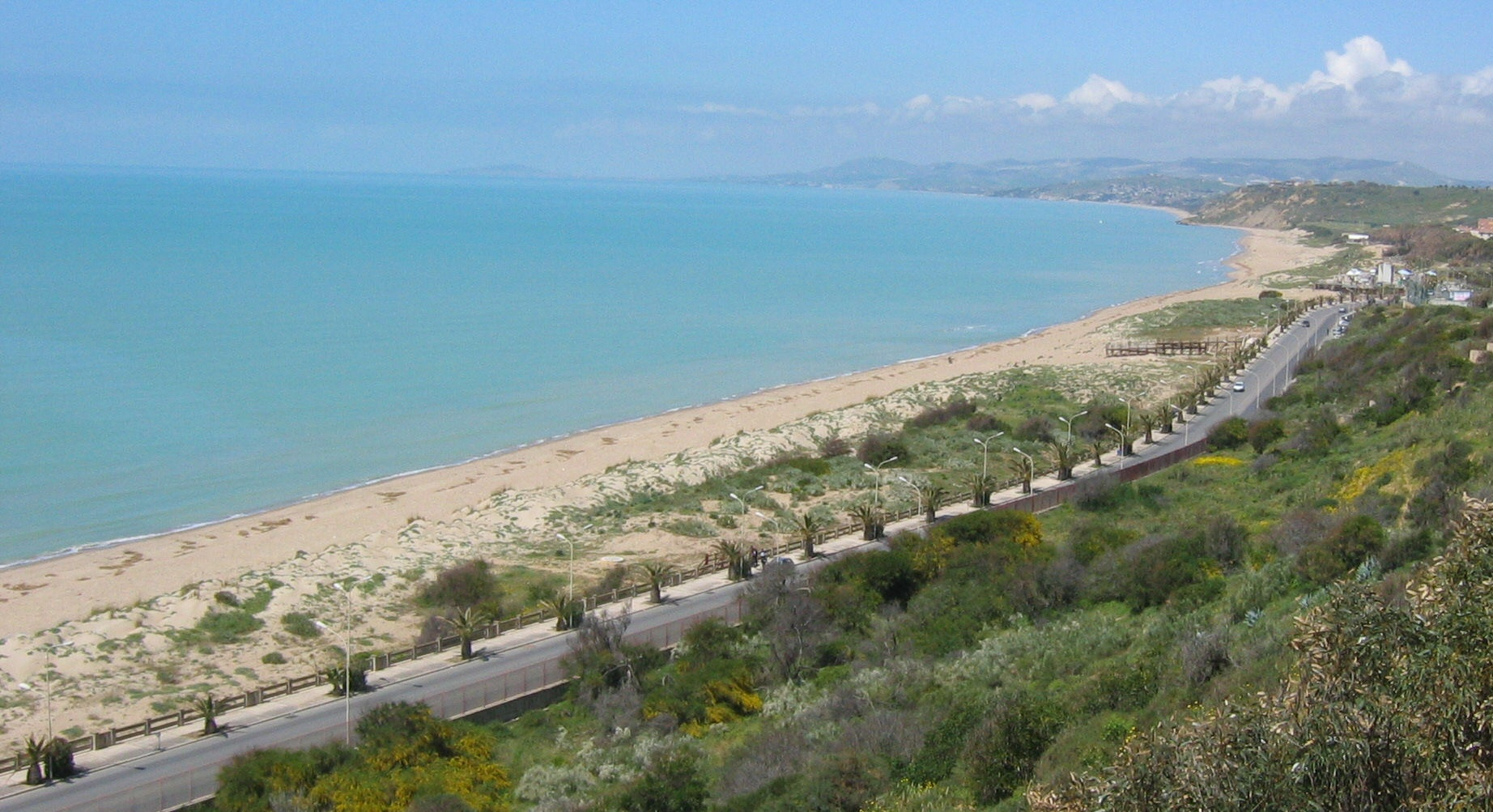
Golf van Gela

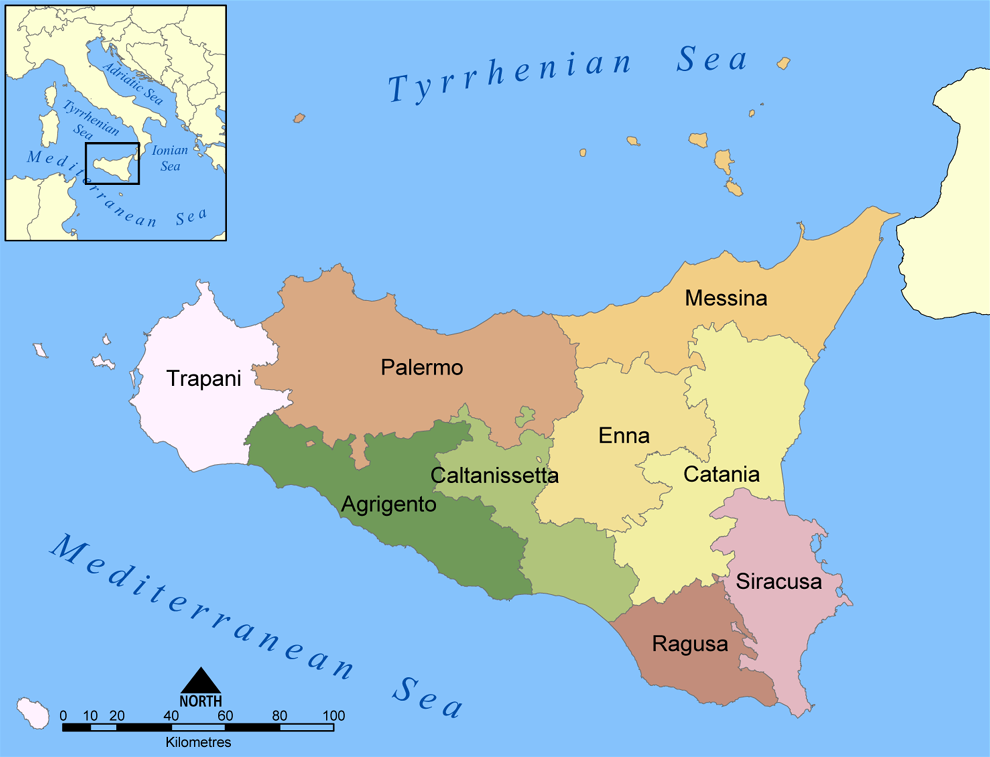
De Golf van Gela ligt aan de zuidkust van de provincie Caltanissetta en delen van de provincies Agrigento en Ragusa

De Golf van Gela (Italiaans: Golfo di Gela) ligt aan de zuidkust van Sicilië is de grootste inham van het eiland. Het ligt tussen Punta Braccetto in het oosten en de stad Licata in het westen. Deze 58,5 kilometer lange golf ontleent zijn naam aan de gelijknamige stad in de provincie Caltanissetta.

## Geografie
De kust van de Golf van Gela, gekenmerkt door duinformaties bedekt met maquis, is laag en zanderig. Op enkele korte stukken wordt het strand begrensd door hoge kalkstenen of kleiachtige rotsformaties. Verschillende  waterlopen monden uit in de golf, waaronder de rivieren Salso, Comunelli, Gela, Dirillo en Ippari en de stortbeken Rabbito, Gattano en Rifriscolaro. 
In de Golf van Gela zijn enkele havens gesitueerd, te weten de Rifugio di Gela-haven (gebruikt door kleine vaartuigen), de Isola di Gela-haven (gebruikt door het petrochemisch industriegebied van Gela, voornamelijk tankschepen), de haven van Licata en de haven van Scoglitti.
Langs de Golf van Gela liggen verscheidene monumenten, zoals de Toren van Manfria (in de gemeente Gela) en het Kasteel van Falconara (behorend tot Butera). Aan de oostzijde, richting Scoglitti, ligt het beschermd natuurgebied Biviere di Gela. Nog verder oostwaarts, bij Punta Braccetto, ligt het natuurgebied Cava Randello. Bovendien is de archeologische site Kamarina gelegen nabij de monding van de rivier Ippari in de Golf van Gela.
Populaire badplaatsen langs de Golf van Gela zijn Manfria, Marina di Butera, Roccazzelle, Scoglitti, Macconi, Marina di Acate en Macchitella.

## Geschiedenis
Tijdens de Tweede Wereldoorlog vond op 9 juli 1943 de Landing op Sicilië plaats bij de Golf van Gela.